# Bank Spółdzielczy Muszyna-Krynica Zdrój
Bank Spółdzielczy Muszyna-Krynica Zdrój (d. Kasa Wzajemnej Pomocy Krawców, Spółdzielnię Oszczędnościowo-Pożyczkowa, Kasa Stefczyka) – bank spółdzielczy z siedzibą w Muszynie, zrzeszony w Banku Polskiej Spółdzielczości SA, działający w latach 1884–2020.

## Historia
W 1884 w Muszynie powstała Kasa Wzajemnej Pomocy Krawców, Szewców i Młynarzy przekształcona później w Spółdzielnię Oszczędnościowo-Pożyczkowa. Głównym jej celem była obrona ludności przed lichwą oraz praca na rzecz utrzymania tożsamości narodowej.
Po I wojnie światowej muszyńska Spółdzielnia O-P została zamknięta. W 1925 z inicjatywy ówczesnego proboszcza muszyńskiego ks. Józefa Gawora powstała w Muszynie Kasa Stefczyka.
Kasa zawiesiła swoją działalność w okresie II wojny światowej. Reaktywowana w 1945. W 1950 na mocy dekretu o reformie bankowej, banki spółdzielcze przekształcone zostały w gminne kasy spółdzielcze, a ich samodzielność i samorządność ograniczone.
Następnie Kasa dwukrotnie zmieniała nazwę: w 1958 na Kasa Spółdzielcza i w 1961 na obecną.
W październiku 2020 połączył się z dwoma innymi bankami spółdzielczymi, Bankiem Spółdzielczym Ziem Górskich Karpatia oraz ETNO Bankiem Spółdzielczym, tworząc Karpatia Bank Spółdzielczy.